# Янгикишлак (Шахрисабзский район)
Янгикишлак (узб. Yangiqishloq / Янгиқишлоқ) — посёлок городского типа, расположенный на территории Шахрисабзского района Кашкадарьинской области Республики Узбекистан.

Статус посёлка городского типа с 2009 года.